# イアレル
イアレル (独: Irrel)はドイツ連邦共和国 ラインラント＝プファルツ州ビットブルク＝プリュム郡にある町村。アイフェル山地にあり、ルクセンブルクとの国境付近、プリュム川とニムス川の合流点、ビットブルクの南西約15km、ルクセンブルクのエヒタナハの北東約5kmに位置する。イアレル連合自治体 (独: Verbandsgemeinde Irrel) の行政庁所在地である。